# Список графов де Сен-Поль
Граф де Сен-Поль (фр. comtes de Saint-Pol) — титул правителя средневекового французского графства Сен-Поль, существовавшего в 1031—1787 годах.

## Графы Тернуа
О ранних графах Тернуа известно очень мало.
Унрошиды
- Унрош II (ум. до 953), граф Тернуа в 939
- Адалард, аббат Сен-Бертина, сын предыдущего
- Рауль (ум. 892), граф Тернуа и Артуа

После смерти Рауля его владения потребовал себе его двоюродный брат — граф Фландрии Бодуэн II. В итоге он смог захватить Тернуа и присоединить их к своим владениям.
Фландрский дом
- после 892—918 : Бодуэн I (ум. 918), граф Фландрии (Бодуэн II) с 879, граф Булони и Тернуа после 892
- 918—935 : Адалульф (ум. 935), граф Булони и Тернуа с 918, сын предыдущего;
- 935—964 : Арнульф I Великий (ок. 888—964), граф Фландрии с 918, граф Булони и Тернуа с 935, брат предыдущего
- 958—961 : Бодуэн II Юный (ок. 940—961), граф Фландрии (Бодуэн II) с 958, сын предыдущего
- 964—988 : Арнульф II Младший (ок. 961—988), граф Фландрии с 964, сын предыдущего
- 988—1035 : Бодуэн III Бородатый (ок. 980—1035), граф Фландрии (Бодуэн IV) с 988, сын предыдущего

## Графы де Сен-Поль
До 1031 года на части бывшего графства Тернуа возникло графство Сен-Поль. Точное происхождение первого графа неизвестно. Первоначально графы Сен-Поля были вассалами графов Фландрии, а после образования графства Артуа — вассалами его правителей.
Неизвестная династия
- Юг I - первая половина XI века;
- 1031—1075: Роже (ум. 1075), граф де Сен-Поль

Дом Кампдавен

Герб графов де Сен-Поль из дома Кампдавен

- 1075—1078: Ги I (ум. 1091), граф де Сен-Поль с 1070,
- 1075/1078—1118/1119: Гуго (Юг) II (ум. 1118/1119), граф де Сен-Поль с 1070/1083, брат предыдущего
- 1118/1130—1141: Гуго (Юг) III (ум. 1141), граф де Сен-Поль с 1118/1130, сын предыдущего
- 1141—1150: Ангерран (Ингельрам) (ум. 1150), граф де Сен-Поль с 1141, сын предыдущего
- 1150—1165: Ансельм (ум. 1165), граф де Сен-Поль с 1150, брат предыдущего
- 1165—1205: Гуго (Юг) IV (ум. 1205), граф де Сен-Поль с 1165, сын предыдущего
- 1205—1212: Елизавета (1180—1212)
муж: с 1196 Гоше III де Шатильон (ум. 1219), сеньор де Шатильон-сюр-Марн

Дом Шатильон

Герб графов де Сен-Поль из дома Шатильон

- 1205—1219: Гоше (ум. 1219), сеньор де Шатильон, де Туасси, де Креси и де Пьеррефон (Гоше III), граф де Сен-Поль с 1205, муж предыдущей
- 1219—1226: Ги IV де Шатильон (под именем Ги I) (ум. 1226), сеньор де Шатильон (Ги IV), граф де Сен-Поль с 1219, сеньор де Донзи с 1222, сын предыдущего
- 1226—1248: Гуго (Юг) I де Шатильон (под именем Гуго V) (ум. 1248), сеньор де Шатильон (Ги IV) и граф де Сен-Поль с 1226, граф Блуа, Шартра, Дюнуа и Шатодёна, сеньор де Гиз и д’Авен с 1231, брат предыдущего
- 1248—1289: Ги II (после 1226—1289), граф де Сен-Поль с 1248, сеньор д’Анкр и де Обиньи-ан-Артуа сын предыдущего
- 1289—1317: Ги III (ум. 1317), граф де Сен-Поль с 1289, сын предыдущего
- 1317—1344: Жан (ум. 1344), граф де Сен-Поль с 1317, сын предыдущего
- 1344—1360: Ги IV (ум. 1360), граф де Сен-Поль с 1344, сын предыдущего
- 1360—1378: Маргарита (Маго) (1335—1378), графиня де Сен-Поль с 1360, сестра предыдущего
муж: Ги де Люксембург-Линьи (1340—1371), граф Линьи

Дом Люксембург-Линьи

Герб дома Люксембург-Линьи

- 1360—1371: Ги VI (1340—1371), сеньор де Русси и де Бовуар с 1364, сеньор де Линьи 1364—1367, граф де Линьи с 1367, граф де Сен-Поль (по праву жены) с 1360, муж предыдущей
- 1371—1415: Валеран (1356—1415), граф де Линьи (Валеран III) и де Сен-Поль, сеньор де Русси и де Бовуар с 1371, коннетабль Франции 1411—1413, сын предыдущего

Бургундская ветвь династии Валуа
- 1415—1430: Филипп Бургундский (1404—1430), граф де Линьи и де Сен-Поль с 1415, герцог Брабанта и Лимбурга с 1427, внук предыдущего, сын Жанны де Люксембург-Линьи и Антуана, герцога Брабантского

Дом Люксембург-Линьи
- 1430—1430: Жанна (ум. 1430), графиня де Линьи и де Сен-Поль с 1430, сестра Валерана
- 1430—1433: Пьер I (1390—1433), граф де Бриенн и де Конверсано с 1397, граф де Сен-Поль с 1430, племянник предыдущей, сын Жана де Люксембург-Линьи, сеньора де Бовуа
- 1433—1475: Людовик (1418—1475), граф де Сен-Поль, де Бриенн и де Конверсано с 1433, граф де Гиз и де Линьи с 1471, граф де Суассон и де Марль с 1435, коннетабль Франции с 1465, сын предыдущего
- 1475—1482: Пьер II (ум. 1482), граф де Сен-Поль и де Бриенн с 1475, граф де Суассон и де Марль с 1476, сын предыдущего
- 1482—1534: Мария (1472—1547), графиня де Сен-Поль, де Марль и де Суассон с 1482, дама де Конде, дочь предыдущего
1-й муж: с 1460 Жак Савойский (1450—1486), граф де Ромон, барон де Во
2-й муж: с 1487 Франсуа де Бурбон (1470—1495), граф де Вандом

Бурбоны, Вандомская ветвь

Герб Франсуа I Вандомского, герцога д’Эстутевиль

- 1534—1545: Франсуа I (1491—1545), граф де Сен-Поль и де Шомон с 1534, герцог д'Эстутевиль с 1534, сын предыдущей от 2-го брака
- 1545—1546: Франсуа II (1536—1546), граф де Сен-Поль и герцог д’Эстутевиль с 1545, сын предыдущего
- 1546—1601: Мария II (1539—1601), графиня де Сен-Поль и герцогиня д’Эстутевиль с 1546, сестра предыдущего
1-й муж: с 1557 Жан де Бурбон (1528—1557), граф де Суассон и де Марль с 1547
1-й муж: с 1560 Франсуа I Клевский (1516—1561), граф Невера и Ретеля с 1521, герцог Невера с 1539
3-й муж: с 1563 Леонор Орлеанский (1540—1573), герцог де Лонгвиль

Лонгвили

Герб Лонгвилей

- 1601—1631: Франсуа III (1570—1631), граф де Сен-Поль и герцог д’Эстутевиль с 1601, герцог де Фронсак с 1608, сын предыдущей от 3-го брака
- 1631—1643: Генрих (1595—1663), герцог де Лонгвиль (Генрих II), принц де Шателайон, граф де Дюнуа и суверенный князь Нёвшателя с 1595, граф де Сен-Поль и герцог д’Эстутевиль с 1631, племянник предыдущего
- 1643—1669: Жан Луи Шарль (1646—1694), граф де Сен-Поль 1643—1669, 1672—1694, принц де Шателайон, граф де Дюнуа, герцог де Лонгвиль и д’Эстутевиль, суверенный князь Нёвшателя 1663—1669, 1672—1694, сын предыдущего
- 1669—1672: Шарль Парис (1649—1672), граф де Сен-Поль, граф де Дюнуа, принц де Шателайон, герцог де Лонгвиль и д’Эстутевиль, суверенный князь Нёвшателя с 1669, брат предыдущего
- 1672—1694: Жан Луи Шарль (вторично)
- 1694—1705: Мария (1625—1707), графиня де Сен-Поль 1672—1705, суверенная княгиня Нёвшателя с 1672, сестра предыдущего

Лотарингский дом, ветвь герцогов д’Эльбёф
- 1705—1705: Элизавета Тереза Лотарингская (1664—1748), графиня де Сен-Поль 1705

Мелёнский дом
- 1705—1724: Луи II де Мелён (1694—1724), принц д'Эпинуа, герцог Жуайез с 1714, граф де Сен-Поль с 1705, сын предыдущей

Роганы, ветвь Роган-Субиз
- 1724—1787: Карл де Роган (1715—1787), герцог де Роган, принц де Субиз, граф де Сен-Поль с 1724, маршал Франции

После смерти Карла де Рогана титул перестал существовать.